# Jubainville
Jubainville település Franciaországban, Vosges megyében. Lakosainak száma 89 fő (2022. január 1.). Jubainville Brixey-aux-Chanoines, Sauvigny, Clérey-la-Côte, Maxey-sur-Meuse, Ruppes és Soulosse-sous-Saint-Élophe községekkel határos.

## Népesség
A település népességének változása:
| Lakosok száma | 88   | 91   | 94   | 91   | 91   | 91   | 91   | 91   | 89   |
|               | 2013 | 2015 | 2016 | 2017 | 2018 | 2019 | 2020 | 2021 | 2022 |